# Élections législatives de 1956 dans la Loire-Inférieure
Les élections législatives françaises de 1956 se tiennent le 2 janvier. Ce sont les dernières élections législatives de la Quatrième République, après les élections de novembre 1946 et de juin 1951.

## Mode de scrutin
L'Assemblée nationale est composée de 626 sièges pourvus au scrutin proportionnel plurinominal suivant la règle de la plus forte moyenne dans le cadre départemental, sans panachage.
Le vote préférentiel est admis, en inscrivant un numéro d'ordre en face du nom d'un, de plusieurs ou de tous les candidats de la liste. Mais l'ordre ne pourra être modifié que si au moins la moitié des suffrages portés sur la liste est numéroté. Dans les faits les modifications ne dépasseront jamais les 7%.
La loi électorale du 7 mai 1951, dite loi des apparentements, reste en vigueur. Elle permet à la base une répartition des sièges à la représentation proportionnelle dans le département, mais si des listes « apparentées » avant le déroulement du scrutin obtiennent ensemble une majorité absolue de suffrages exprimés, elles reçoivent directement tous les sièges à pourvoir.
Dans le département de la Loire-Inférieure, huit députés sont à élire.

## Élus
| Député sortant        | Parti | Parti   | Député élu ou réélu   | Parti | Parti   |
| --------------------- | ----- | ------- | --------------------- | ----- | ------- |
| Gilles Gravoille      |       | PCF     | Gilles Gravoille      |       | PCF     |
| Jean Guitton          |       | SFIO    | Jean Guitton          |       | SFIO    |
| André Morice          |       | Rad-soc | André Morice          |       | Rad-soc |
| Édouard Moisan        |       | MRP     | Édouard Moisan        |       | MRP     |
| Olivier de Sesmaisons |       | CNIP    | Olivier de Sesmaisons |       | CNIP    |
| Michel Raingeard      |       | CNIP    | Michel Raingeard      |       | CNIP    |
| Étienne Toublanc      |       | CNIP    | Étienne Toublanc      |       | CNIP    |
| Maurice Grimaud       |       | CNIP    | Pierre Charles        |       | UFF     |

## Résultats

### Résultats à l'échelle du département
- Un seul apparentement est conclu, en soutien à la majorité sortante, entre les listes CNIP et MRP.

| Parti    | Parti       | Tête de liste         | Résultats | Résultats | Appar. | Appar. | Sièges |
| Parti    | Parti       | Tête de liste         | Voix      | %         | Voix   | %      | Nb.    |
| -------- | ----------- | --------------------- | --------- | --------- | ------ | ------ | ------ |
|          | CNIP        | Olivier de Sesmaisons | 158 021   | 42,64     | 98 948 | 26,70  | 3 1    |
|          | MRP         | Édouard Moisan        | 158 021   | 42,64     | 59 073 | 15,94  | 1      |
|          | SFIO        | Jean Guitton          | 62 051    | 16,74     | -      | -      | 1      |
|          | PCF         | Gilles Gravoille      | 49 967    | 13,48     | -      | -      | 1      |
|          | RGR-Rad-soc | André Morice          | 40 431    | 10,91     | -      | -      | 1      |
|          | UFF         | Pierre Charles        | 38 197    | 10,31     | -      | -      | 1 1    |
|          | CNIP        | Augustin Bonnet       | 17 897    | 4,83      | -      | -      | -      |
|          | TdC         | Jean Pichot           | 1 154     | 0,31      | -      | -      | -      |
|          | PRP         | Pierre Bourriaud      | 29        | 0,01      | -      | -      | -      |
|          |             |                       |           |           |        |        |        |
| Inscrits | Inscrits    | Inscrits              | 463 269   | 100,00    |        |        | 8      |
| Votants  | Votants     | Votants               | 379 585   | 81,94     |        |        |        |
| Exprimés | Exprimés    | Exprimés              | 370 633   | 97,64     |        |        |        |